# Hopson Development
Hopson Development Holdings (合生创展集团有限公司) — один из пяти крупнейших частных операторов недвижимости провинции Гуандун (остальные четыре — Country Garden Holdings, Evergrande Real Estate Group, R&F Properties и Agile Property). Штаб-квартира расположена в Гонконге, официально компания зарегистрирована на Бермудских островах.
В списке крупнейших компаний мира Forbes Global 2000 за 2021 год Hopson Development заняла 1073-е место (1916-е по размеру выручки, 372-е по чистой прибыли, 865-е по активам).

## История
Компания основана в Гуанчжоу в 1992 году, с 1998 года котируется на Гонконгской фондовой бирже. По состоянию на март 2011 года в Hopson Development работало 7 тыс. человек, рыночная стоимость корпорации составляла почти 1,9 млрд. долларов, а продажи — 1,45 млрд. долларов.

## Деятельность
Компания специализируется на жилой, офисной, торговой и гостиничной недвижимости в Гуанчжоу, Пекине, Тяньцзине и Шанхае.

## Собственники и руководство
Компанию основал Чу Ман И (Chu Mang Yee), входящий в число богатейших китайских миллиардеров, его состояние на 2021 год оценивалось в 4,7 млрд долларов. Его дочь Чу Кутъюн занимает пост председателя совета директоров.